# Canon de marine de 4 pouces BL Mk VIII
Le canon de marine de 4 pouces BL Mk VIII (en anglais BL 4 inch Mk VIII naval gun(BL signifie breech-loading weapon, arme à chargement par la culasse) est un canon naval britannique. Il fut introduit en 1908 comme canon anti-torpilleurs sur les petits navires dont le pont ne pouvait pas supporter le poids du Canon de marine de 4 pouces BL Mk VII, plus lourd et plus puissant.

## Historique

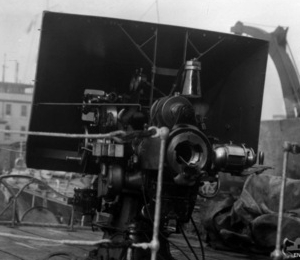
Culasse du canon sur le en mars 1919

Le canon succéda au QF 4-inch Mk III, dont les obus de 25 livres (11 kg) avaient été considérés comme insuffisamment puissants pour le rôle auquel il était destiné. Le BL Mk VIII tirait un obus de 31 livres (14 kg). Il arma les navires de guerre suivants :
- Le HMS Swift mis en chantier en 1905
- Destroyers de classe Tribal à partir du HMS Saracen (1908).
- Destroyer de classe Beagle de 1909
- Destroyers de classe Acorn de 1910
- Destroyers de classe Acheron de 1910
- Destroyers torpilleurs de classe River (Australie) de 1910.

Le canon a été remplacé dans sa classe à partir de 1911 par le canon de marine de 4 pouces QF Mk IV.
Pendant la Seconde Guerre mondiale, de nombreux canons Mk VIII ont été utilisés pour armer les navires marchands.

## Canon pour sous-marin Mk XI
Une variante Mark XI a été adaptée pour armer les sous-marins de classe K mis en chantier en 1915.